# Naomi Soazo
Naomi Soazo, née le 19 décembre 1988, est une judokate handisport vénézuélienne concourant dans la catégorie de moins de 63 kg. Elle est la seule sportive vénézuélienne à avoir remporté un titre aux Jeux paralympiques.

## Carrière
Lors des Jeux paralympiques d'été de 2008 à Pékin, elle bat en une minute, par ippon, lors de son premier combat la Chinoise Zhou Qian avant de gagner contre la Suédoise Elvira Kivi par waza-ari-awasete-ippon en demi-finale. En finale, elle met fin au combat au bout de trois secondes en battant, une nouvelle fois par ippon, l'Espagnole Marta Arce et devient championne paralympique. Quatre ans plus tard, elle termine au pied du podium, battue lors du match pour la médaille de bronze par la Brésilienne Daniele Bernades.
En 2015, elle remporte la médaille de bronze lors de Jeux parapanaméricains à Toronto. Pour les Jeux paralympiques de 2016, elle monte d'une catégorie et concoure désormais chez les moins de 70 kg. Là, elle est médaillée de bronze en battant la Croate Lucija Breskovic. En demi-finale, elle est vaincue par la Mexicaine Lenia Ruvalcaba, qui sera sacrée championne quelques heures plus tard.